# Kepler-47
Kepler-47 — двойная звезда в созвездии Лебедя. Другие обозначения — 2MASS J19411149+4655136, KIC 10020423, KOI-3154. Находится примерно в 5000 световых годах от Солнца. В системе этой двойной звезды, с помощью транзитного метода, на 29 августа 2012 года обнаружено 2 экзопланеты с кратной орбитой, одна из которых находится в обитаемой зоне. Kepler-47 — первая двойная звезда, у которой обнаружено более одной экзопланеты в рамках проекта Кеплер.

## Характеристика

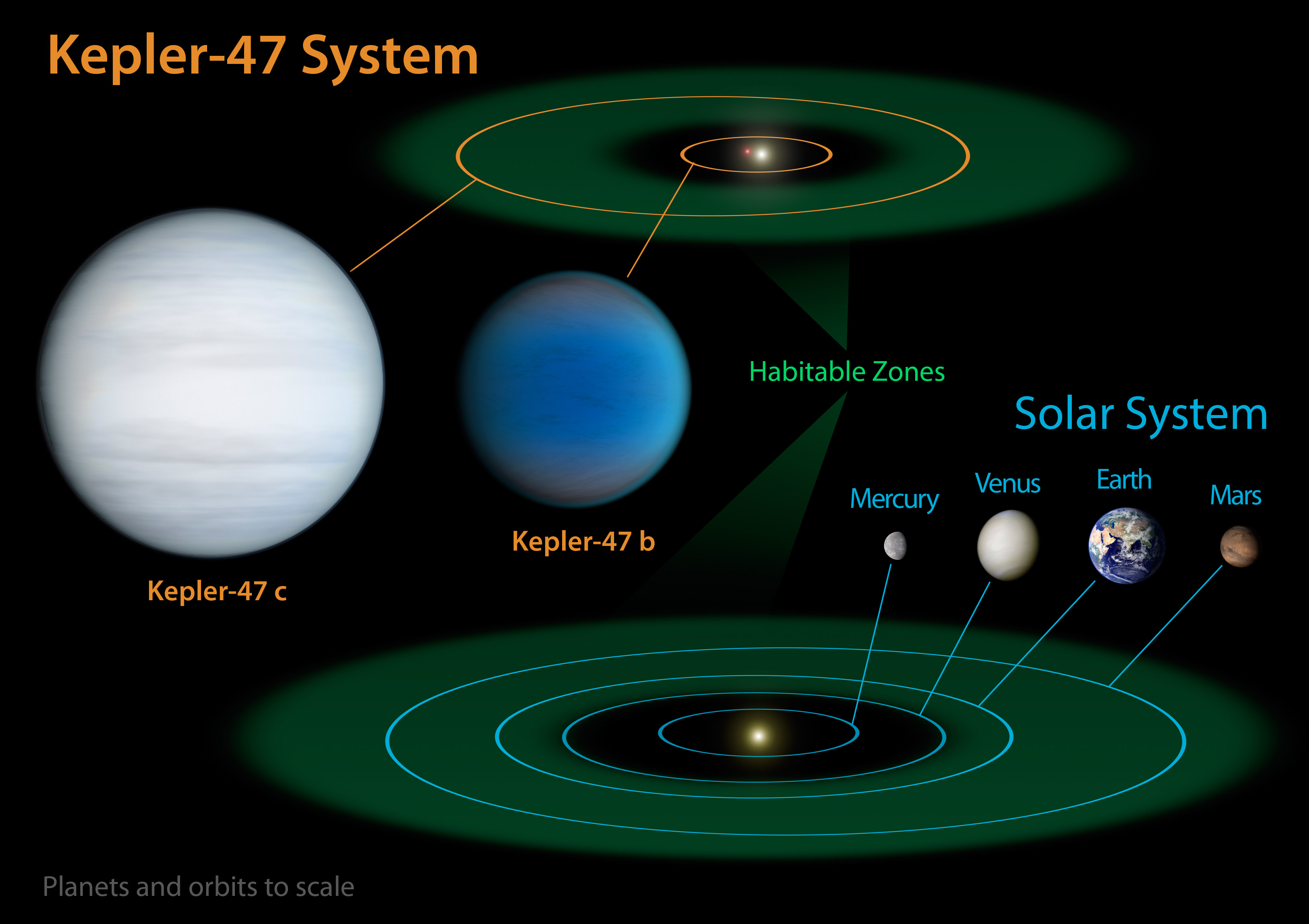
Планеты и обитаемая зона Kepler-47 и Солнечной системы.

Расстояние между звёздами — 0,084 а.е. Период обращения компонентов системы вокруг общего центра масс составляет 7,45 суток.
Первая компонента двойной системы — звезда спектрального класса G6 Kepler-47 A схожа с Солнцем, имеет температуру поверхности 5640 ± 100 K, металличность (M/H) = −0,25 ± 0,08 и период собственного вращения 7,152 суток, что, скорее всего является следствием синхронизации из-за приливных взаимодействий. Наклон оси вращения по сравнению с орбитальной осью не должен превышать 20°.
Вторая компонента — звезда спектрального класса M4 Kepler-47 B в 3 раза меньше по размеру и в 175 раз тусклее. Она не обнаруживается спектрографически, однако получена оценка для температуры её поверхности.

## Планетная система
Kepler-47 b — внутренняя планета, диаметр оценивается в 3,0±0,1 земных, масса в 8 земных, а период обращения планеты вокруг звёздной пары составляет 49,5 дней. Верхняя оценка для массы — до 2 масс Юпитера.
Kepler-47 c — внешняя планета, её диаметр оценивается в 4,6±0,2 земных, масса в 20 земных, а период обращения в 303 дня. Kepler-47c находится в зоне обитаемости. Верхняя оценка массы — до 28 масс Юпитера. Несмотря на то, что планета скорее всего является газовым гигантом, если у неё есть крупные спутники — они были бы интересны с точки зрения наличия жизни.
Возможно, что есть ещё средняя планета — Kepler-47 d, имеющая радиус, подобный внешней планете, и орбитальный период в 187,3 дня. 16 апреля 2019 года существование планеты радиусом около 7 радиусов Земли и массой 19,017 масс Земли было подтверждено. Её орбитальный период составляет 187,35 дня, то есть орбита Kepler-47 d проходит между орбитами Kepler-47 d и Kepler-47 c.
Равновесная температура на Kepler-47 b составляет от +169 °C, на Kepler-47 d — примерно +10 °C, на Kepler-47 c — -32°С. Kepler-47 d попадает в зону обитаемости, где может существовать жидкая вода на поверхности планеты.
Открытие многопланетной системы у двойной звезды даёт толчок к переосмыслению процесса формирования планет вообще и оценки количества планет в частности. Копланарность и кратность орбит указывает на то, что планеты сформировались на более дальних орбитах и со временем приблизились к двойной звезде из-за взаимодействия с планетным диском. Не выявлено резонансных явлений между двойной звездой и планетами.